# شريط السحب

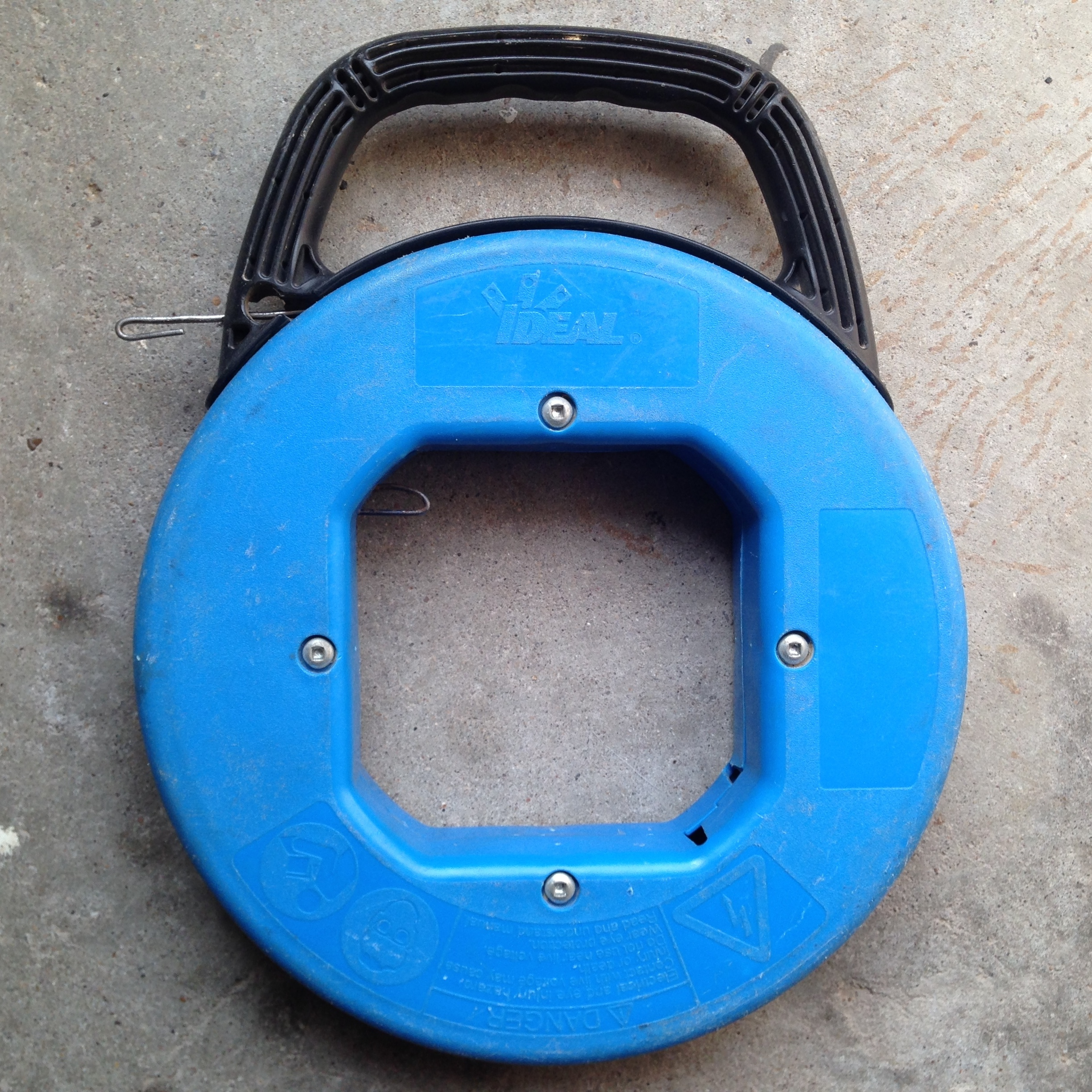
شريط السحب

شريط السحب (بالإنجليزية: Fish tape)‏ ويعرف أيضًا باسم سلك السحب أو «ثعبان الكهرباء» هو أداة يستخدمها الكهربائيون لتوجيه الأسلاك الجديدة عبر الجدران والقنوات الكهربائية.
مصنوعة من شريط فولاذي زنبركي محدد، من خلال التحكم الدقيق، يمكن توجيه الشريط من خلال المساحات المحفوظة مثل تجاويف الحاجز أو القنوات في العديد من البلدان. الهدف هو الدفع نحو منطقة تم فيها إسقاط السلسلة المباشرة داخل المساحة المحدودة وسحبها، بحيث يمكن استخدام السلسلة المباشرة في تلك المرحلة لسحب أنواع مختلفة من الأسلاك، مثل سلك الهاتف أو تنظيم الكابلات أو سلك السماعة. تم تحديد زاوية شريط السحب عبر السلسلة المباشرة كما كانت. استخدامه لسحب السلك المستهدف على وجه التحديد يمكن أن يؤدي إلى تلف شريط الزاوية أو تحريفه.

## التصميم
غالبًا ما يتم لف شرائط الزاوية على بكرة بلاستيكية.  منذ ذلك الحين، لديهم مد وجذر طبيعي وهذا هو المد والجزر الذي يسمح لهم بالتوجيه. من خلال التحكم في البكرة، يمكن تنسيق نهاية الشريط بشكل هامشي. الشريط غير مرن بدرجة كافية بحيث يمكن عند هذه النقطة دفعه داخل العنوان الذي يشير إليه. وبهذه الطريقة يمكن توجيهه بشكل فعال من خلال اكتئاب حاجز التطهير. الغطاء الدافئ، والمنافذ النارية، والقنوات، ومواسير التكييف، والقنوات الكهربائية، والعوائق الأخرى تجعل استخدام شريط الزاوية أكثر صعوبة.
يمكن تصنيع «الشريط» من العديد من المواد المتنوعة مثل الفولاذ والألياف الزجاجية والنايلون. يشتمل الشريط في كثير من الأحيان على نتيجة غير مألوفة تمتد من كمين أو دائرة إلى أداة قفل متخصصة للسماح للعميل بإرفاق الشريط بالسلسلة المباشرة (أو كابل خفيف جدًا) في بعض الوقت الذي تم سحبه مؤخرًا.

## استخدام مزدوج
في كثير من الأحيان، يتم استخدام شريطين من الزوايا من إغلاق معكوس للمقسم. نظرًا لأن كل منهما لديه استنتاج متقطع، فإن شريط زاوية واحد مؤهل لالتقاط الآخر، ويمكن سحب الشريط في تلك المرحلة للخلف، وحمل الشريط اللحظي معه.  تقوم أجهزة اختبار الدائرة في بعض الحالات بتوصيل بطارية وجرس باب أو جرس بشريطين بزاوية بحيث عندما تتلامس الأشرطة مع بعضها البعض (داخل الحاجز)، يرن صوت الرنين.

## انظرأيضاً
- شريط الأدوات
- صيد السمك